# Malta tại Thế vận hội
Malta đã tham gia 17 Thế vận hội Mùa hè và 3 Thế vận hội Mùa đông.
Tại Thế vận hội Bắc Kinh 2022, không vận động viên (VĐV) Malta nào giành được huy chương Olympic. Tuy nhiên tay súng William Chetcuti (người từng chiến thắng các nội dung ở Giải vô địch Thế giới) đã bỏ lỡ trận chung kết Bắn súng nội dung Đĩa bay đôi vào năm 2004, 2008 and 2012 với kết quả khá sít sao. Các năm 2004 và 2008 Chetcuti ở vị trí đồng hạng 6 (vị trí có thể vào chung kết), nhưng thua ở loạt phân định. 
Elise Pellegrin là VĐV Thế vận hội Mùa đông đầu tiên đại diện cho Malta, tại Thế vận hội Mùa đông 2014 ở Sochi. Trước đó, Malta là thành viên duy nhất của Ủy ban Olympic châu Âu chưa từng tham dự Thế vận hội Mùa đông.
Ủy ban Olympic Malta được thành lập vào năm 1928 và được Ủy ban Olympic Quốc tế công nhận năm 1936.

## Bảng huy chương

### Thế vận hội Mùa hè
- 1928-1960 Với tư cách  Thuộc địa vương thất Malta

| Thế vận hội           | VĐV           | Vàng          | Bạc           | Đồng          | Tổng số       | Xếp thứ       |
| Amsterdam 1928        | 9             | 0             | 0             | 0             | 0             | –             |
| Los Angeles 1932      | không tham dự | không tham dự | không tham dự | không tham dự | không tham dự | không tham dự |
| Berlin 1936           | 11            | 0             | 0             | 0             | 0             | –             |
| Luân Đôn 1948         | 1             | 0             | 0             | 0             | 0             | –             |
| Helsinki 1952         | không tham dự |               |               |               |               |               |
| Melbourne 1956        | không tham dự |               |               |               |               |               |
| Roma 1960             | 10            | 0             | 0             | 0             | 0             | –             |
| Tokyo 1964            | không tham dự | không tham dự | không tham dự | không tham dự | không tham dự | không tham dự |
| Thành phố México 1968 | 1             | 0             | 0             | 0             | 0             | –             |
| München 1972          | 5             | 0             | 0             | 0             | 0             | –             |
| Montréal 1976         | không tham dự | không tham dự | không tham dự | không tham dự | không tham dự | không tham dự |
| Moskva 1980           | 8             | 0             | 0             | 0             | 0             | –             |
| Los Angeles 1984      | 7             | 0             | 0             | 0             | 0             | –             |
| Seoul 1988            | 6             | 0             | 0             | 0             | 0             | –             |
| Barcelona 1992        | 6             | 0             | 0             | 0             | 0             | –             |
| Atlanta 1996          | 7             | 0             | 0             | 0             | 0             | –             |
| Sydney 2000           | 7             | 0             | 0             | 0             | 0             | –             |
| Athens 2004           | 7             | 0             | 0             | 0             | 0             | –             |
| Bắc Kinh 2008         | 6             | 0             | 0             | 0             | 0             | –             |
| Luân Đôn 2012         | 5             | 0             | 0             | 0             | 0             | –             |
| Rio de Janeiro 2016   | 7             | 0             | 0             | 0             | 0             | –             |
| Tokyo 2020            | 6             | 0             | 0             | 0             | 0             | –             |
| Paris 2024            | chưa diễn ra  |               |               |               |               |               |
| Los Angeles 2028      | chưa diễn ra  |               |               |               |               |               |
| Tổng số               | Tổng số       | 0             | 0             | 0             | 0             | –             |

### Thế vận hội Mùa đông
| Thế vận hội         | VĐV          | Vàng         | Bạc          | Đồng         | Tổng số      | Xếp thứ      |
| Sochi 2014          | 1            | 0            | 0            | 0            | 0            | –            |
| Pyeongchang 2018    | 1            | 0            | 0            | 0            | 0            | –            |
| Bắc Kinh 2022       | 1            | 0            | 0            | 0            | 0            | -            |
| Milano–Cortina 2026 | chưa diễn ra | chưa diễn ra | chưa diễn ra | chưa diễn ra | chưa diễn ra | chưa diễn ra |
| Tổng số             | Tổng số      | 0            | 0            | 0            | 0            | –            |